# Bank BPH
Bank BPH (Bank Przemysłowo-Handlowy) is een Poolse bank.
Bank BPH was een dochteronderneming van GE Money die weer tot GE Capital behoort. In december 2009 fuseerde Bank BPH met GE Money Bank Polska.
In 2016 verkocht GE zijn meerderheidsbelang in deze bank aan Alior Bank. Met deze verkoop werd Bank BPH omgevormd tot twee afzonderlijke operationele eenheden, de Core Bank (van Alior Bank) en een hypotheekbank.